# موچونی
موچونی (به مجاری:  Múcsony) یک منطقهٔ مسکونی در مجارستان است که در ناحیه کازینتس‌بارتسیکا واقع شده‌است.